# Понораць-Пер'ясицький
45°19′ пн. ш. 15°28′ сх. д. / 45.32° пн. ш. 15.47° сх. д.
Понораць-Пер'ясицький (хорв. Ponorac Perjasički) — населений пункт у Хорватії, у Карловацькій жупанії у складі громади Барилович.

## Населення
Населення за даними перепису 2011 року становило 17 осіб.
Динаміка чисельності населення поселення: